# Habenaria decaptera
Habenaria decaptera är en orkidéart som beskrevs av Heinrich Gustav Reichenbach. Habenaria decaptera ingår i släktet Habenaria och familjen orkidéer.
Artens utbredningsområde är Angola. Inga underarter finns listade i Catalogue of Life.